# Nicholas Paul (cyklist)
Nicholas Paul, född 23 September 1998, är en trinidadisk professionell bancyklist.

## Biografi
Paul har tagit två VM-brons. 2021 tog han brons i kilometerloppet och 2023 tog han brons i sprint.